# Mistrovství světa jednotlivců na ledové ploché dráze
Mistrovství světa jednotlivců na ledové ploché dráze je každoroční soutěž pořádaná od roku 1966 pod záštitou Mezinárodní federace motocyklistů (FIM). V letech 1966 až 1993 spočívalo mistrovství z kvalifikačního a finálového závodu, od roku 1994 se jezdí jako seriál Grand Prix. Do roku 2011 získal mistrovský titul závodník s nejvyšším bodovým součtem z těchto závodů, od roku 2012 fungují tyto jako kvalifikační a osm nejlepších závodníků postupuje do finálového závodu, který rozhodne o titulu. Od roku 1979 se jezdí také mistrovství světa družstev.
Mistrovství předcházelo několik předběžných turnajů pod záštitou FIM: Pohár FIM 1963 (sestával z 10 závodů - 5 v SSSR a 5 ve Švédsku) a Mistrovství Evropy 1964 a 1965 (později samostatný závod). 
V letech 2021 a 2022 závodili ruští sportovci jako neutrální závodníci pod označením MFR (Motocyklová federace Ruska), protože Sportovní arbitrážní soud potvrdil zákaz účasti Ruska na mistrovství světa. Zákaz zavedla Světová antidopingová agentura v reakci na státem podporovaný dopingový program ruských sportovců.
V březnu 2022 vydala FIM úplný zákaz startu ruských jezdců na mezinárodních závodech, což znamenalo, že nemohli absolvovat zbytek kalendáře 2022 ani se objevit v následujících sezónách.

## Seznam medailistů
| Rok  | Místo                                            | Zlato                | Stříbro             | Bronz               |
| ---- | ------------------------------------------------ | -------------------- | ------------------- | ------------------- |
| 1966 | Ufa, Moskva                                      | Gabdrachman Kadyrov  | Vjačeslav Dubinin   | Jurij Dudorin       |
| 1967 | Ufa, Moskva, Leningrad                           | Boris Samorodov      | Vjačeslav Dubinin   | Vladimir Cybrov     |
| 1968 | Ufa, Salavat                                     | Gabdrachman Kadyrov  | Vladimir Cybrov     | Boris Samorodov     |
| 1969 | Inzell                                           | Gabdrachman Kadyrov  | Jurij Lombockij     | Vladimir Cybrov     |
| 1970 | Nässjö                                           | Antonín Šváb         | Gabdrachman Kadyrov | Kurt Westlund       |
| 1971 | Inzell                                           | Gabdrachman Kadyrov  | Vladimir Čekušev    | Milan Špinka        |
| 1972 | Nässjö                                           | Gabdrachman Kadyrov  | Antonín Šváb        | Vladimir Paznikov   |
| 1973 | Inzell                                           | Gabdrachman Kadyrov  | Boris Samorodov     | Vladimir Paznikov   |
| 1974 | Nässjö                                           | Milan Špinka         | Vladimir Cybrov     | Gabdrachman Kadyrov |
| 1975 | Moskva                                           | Sergej Tarabanko     | Vladimir Cybrov     | Sergej Kasakov      |
| 1976 | Assen                                            | Sergej Tarabanko     | Milan Špinka        | Conny Samuelsson    |
| 1977 | Inzell                                           | Sergej Tarabanko     | Conny Samuelsson    | Zdeněk Kudrna       |
| 1978 | Assen                                            | Sergej Tarabanko     | Anatolij Bondarenko | Anatolij Gladijev   |
| 1979 | Inzell                                           | Anatolij Bondarenko  | Vladimir Ljubič     | Zdeněk Kudrna       |
| 1980 | Tver                                             | Anatolij Bondarenko  | Sergej Tarabanko    | Vladimir Suchov     |
| 1981 | Assen                                            | Vladimir Ljubič      | Vladimir Suchov     | Anatolij Gladijev   |
| 1982 | Inzell                                           | Sergej Kasakov       | Per-Olof Serenius   | Vladimir Subbotin   |
| 1983 | Eindhoven                                        | Sergej Kasakov       | Anatolij Bondarenko | Erik Stenlund       |
| 1984 | Moskva                                           | Erik Stenlund        | Vladimir Suchov     | Jurij Ivanov        |
| 1985 | Assen                                            | Vladimir Suchov      | Jarmo Hirvasoja     | Jurij Ivanov        |
| 1986 | Stockholm                                        | Jurij Ivanov         | Vladimir Suchov     | Erik Stenlund       |
| 1987 | Väst-Berlin                                      | Jurij Ivanov         | Vladimir Suchov     | Vitalij Russkich    |
| 1988 | Eindhoven                                        | Erik Stenlund        | Jurij Ivanov        | Sergej Ivanov       |
| 1989 | Alma-Ata                                         | Nikolaj Niščenko     | Jurij Ivanov        | Vladimir Suchov     |
| 1990 | Göteborg                                         | Jarmo Hirvasoja      | Nikolaj Niščenko    | Sergej Ivanov       |
| 1991 | Assen                                            | Sergej Ivanov        | Per-Olof Serenius   | Michael Lang        |
| 1992 | Frankfurt                                        | Juri Ivanov          | Antonín Klatovský   | Stefan Svensson     |
| 1993 | Saransk                                          | Vladimir Fadejev     | Alexandr Balašov    | Michael Lang        |
| 1994 | Saransk Inzell Almaty Assen Hamar                | Alexandr Balašov     | Per-Olof Serenius   | Vjačeslav Nikulin   |
| 1995 | Krasnogorsk Berlín Varšava Assen Hamar           | Per-Olof Serenius    | Alexandr Balašov    | Vjačeslav Nikulin   |
| 1996 | Krasnojarsk Frankfurt Varšava Assen Hamar        | Alexandr Balašov     | Jurij Polikarpov    | Vjačeslav Nikulin   |
| 1997 | Assen                                            | Kyril Drogalin       | Alexandr Balašov    | Jari Ahlbom         |
| 1998 | Saransk Krasnogorsk Berlín Inzell Assen          | Alexandr Balašov     | Kyril Drogalin      | Vjačeslav Nikulin   |
| 1999 | Assen Saransk Krasnogorsk Inzell Berlín Karlstad | Vladimir Fadějev     | Alexandr Balašov    | Vjačeslav Nikulin   |
| 2000 | Assen                                            | Kyril Drogalin       | Franz Zorn          | Vladimir Fadějev    |
| 2001 | Krasnogorsk Saransk Assen Berlín                 | Kyril Drogalin       | Vladimir Fadejev    | Vjačeslav Nikulin   |
| 2002 | Jekatěrinburg Saransk Assen Inzell               | Per-Olof Serenius    | Vjačeslav Nikulin   | Juri Polikarpov     |
| 2003 | Saransk Assen Berlín                             | Vitalij Chomicevič   | Günther Bauer       | Vladimir Lumpov     |
| 2004 | Krasnogorsk Ufa Assen Berlín                     | Dmitrij Bulankin     | Vitalij Chomicevič  | Nikolaj Krasnikov   |
| 2005 | Saransk Assen Berlín                             | Nikolaj Krasnikov    | Vitalij Chomicevič  | Ivan Ivanov         |
| 2006 | Saransk Assen                                    | Nikolaj Krasnikov    | Junir Bazejev       | Michail Bogdanov    |
| 2007 | Ufa Assen Berlín                                 | Nikolaj Krasnikov    | Vitalij Chomicevič  | Ivan Ivanov         |
| 2008 | Saransk Assen Berlín                             | Nikolaj Krasnikov    | Vitalij Chomicevič  | Franz Zorn          |
| 2009 | Krasnogorsk Ufa Berlín Assen                     | Nikolaj Krasnikov    | Daniil Ivanov       | Franz Zorn          |
| 2010 | Toljatti Saransk Innsbruck Assen Berlín          | Nikolaj Krasnikov    | Daniil Ivanov       | Dmitrij Chomicevič  |
| 2011 | Krasnogorsk Toljatti Innsbruck Assen Inzell      | Nikolaj Krasnikov    | Igor Kononov        | Daniil Ivanov       |
| 2012 | Krasnogorsk Ufa Assen Uppsala                    | Nikolaj Krasnikov    | Daniil Ivanov       | Dmitrij Chomicevič  |
| 2013 | Krasnogorsk Toljatti Assen Uppsala               | Daniil Ivanov        | Dmitrij Koltakov    | Dmitrij Chomicevič  |
| 2014 |                                                  | Daniil Ivanov        | Dmitrij Koltakov    | Dmitrij Chomicevič  |
| 2015 |                                                  | Dmitrij Koltakov     | Daniil Ivanov       | Dmitrij Chomicevič  |
| 2016 |                                                  | Dmitrij Chomicevič   | Dmitrij Koltakov    | Daniil Ivanov       |
| 2017 |                                                  | Dmitrij Koltakov     | Igor Kononov        | Dmitrij Chomicevič  |
| 2018 |                                                  | Dmitrij Koltakov     | Daniil Ivanov       | Dmitrij Chomicevič  |
| 2019 |                                                  | Daniil Ivanov        | Dmitrij Koltakov    | Dinar Valeev        |
| 2020 |                                                  | Daniil Ivanov        | Dmitrij Chomicevič  | Dinar Valeev        |
| 2021 | Toljatti                                         | Dinar Valeev         | Igor Kononov        | Dmitrij Chomicevič  |
| 2022 |                                                  | Martin Haarahiltunen | Johann Weber        | Nikita Bogdanov     |
| 2023 | Inzell                                           | Martin Haarahiltunen | Franz Zorn          | Harald Simon        |
| 2024 |                                                  | Martin Haarahiltunen | Max Niedermayer     | Heikki Huusko       |
| 2025 |                                                  | Martin Haarahiltunen | Niclas Svensson     | Max Koivula         |